# Hans van der Laan

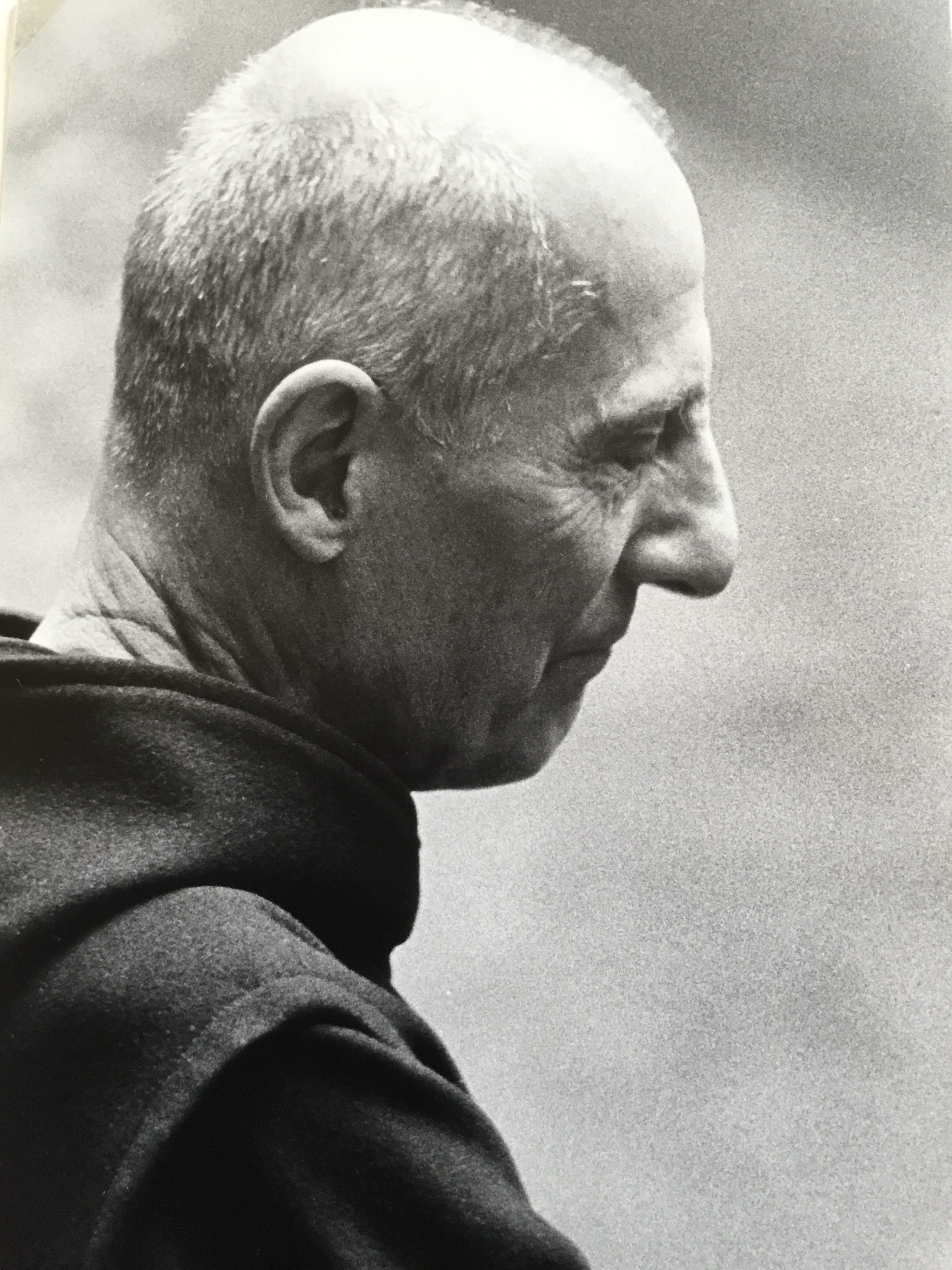
Hans van der Laan, ca. 1978

Dom Hans van der Laan OSB (* 29. Dezember 1904 in Leiden, Niederlande; † 19. August 1991 in Mamelis bei Vaals) war ein niederländischer Benediktinermönch und Architekt.
Van der Laan widmete sein Leben der Suche nach den fundamentalen Prinzipien der Architektur. Seine Theorien zu Zahlenverhältnissen und Maßsystemen wie der plastischen Zahl hatten Mitte des 20. Jahrhunderts großen Einfluss auf die Architekturtheorie.

## Leben

### Familiäre Hintergründe und Kindheit
Hans van der Laan wurde als neuntes von elf Kindern in Leiden geboren. Sein Vater war der Architekt Leonard van der Laan (1864–1942), die Mutter Anna Stadhouder (1871–1941). Er hatte fünf Brüder und fünf Schwestern. Auch Hans’ ältester und sein jüngster Bruder (Jan und Nico) wurden Architekten. Jan ging 1921 in das Büro des Vaters, Nico gründete 1946 sein eigenes Büro in ’s-Hertogenbosch (Den Bosch). Mit ihm arbeitete Hans später viel zusammen.
Schon in sehr jungen Jahren begann Hans sich grundlegende Fragen über die Natur zu stellen, die ihm jedoch niemand beantworten konnte, auch sein Vater und der Bruder Jan nicht. Erst viel später fand er in Nico einen geeigneten Gesprächspartner, um über Natur und Architektur zu philosophieren.
Die architektonische Umgebung seiner Jugend war nach seinen eigenen Worten von außergewöhnlicher Schönheit. Sein Wohnhaus war ein ehemaliges Waisenhaus aus dem 17. Jahrhundert und aus seinem Schlafzimmerfenster konnte er die Fassade einer gotischen Kirche sehen, die ihn immer sehr faszinierte. Hinter dem Garten seines Hauses befindet sich auf einem Hügel eine mittelalterliche Festung, die Burcht. Ein Festungsring von 60 Metern Durchmesser markiert dort die Stadtmitte. Der Fluchthügel stammt aus dem 11. oder 12. Jahrhundert, die Ummauerung aus dem 17. Jahrhundert. Leiden wurde als Festungsstadt errichtet, wie viele niederländische Städte, die dortige Burcht ist aber die letzte, die noch existiert. Der Standort der Burcht war aus strategischen Gründen gewählt worden, da er zwischen dem alten und dem neuen Rhein liegt.
In dieser Burcht hat Hans als Kind oft gespielt. Alle Spiele hatten etwas mit dem eindrucksvollen Innen und Außen zu tun. Hans sagt: Es war der pure Raum, umgeben von einer dicken Mauer, die durch Bögen unterbrochen war. Er bezeichnete diese ersten Kindheitserfahrungen mit Architektur als Prägung für das ganze Leben.

### Jugend
Als Jugendlicher machte Hans oft lange, einsame Spaziergänge am Meer oder in einem Schlosspark außerhalb Leidens. Dort philosophierte er für sich ohne viel Kontakt zu seiner unmittelbaren Umgebung. Er sagt: Diese intensive Entdeckung der Natur in einem prägenden Alter hat die Richtung meines gesamten Lebens beeinflusst. Zeitweise wollte er wegen seiner Naturverbundenheit auch Biologe werden.
Als er siebzehn war, erkrankte er an Tuberkulose. Zur Erholung verbrachte er trotz der schweren Krankheit ganze Tage in der Natur. Auf einem Feldbett liegend erfreute er sich an Vögeln, Bäumen und dem „Rhythmus der Dinge“.
Mit dieser mentalen Nahrung aus Kindheit und Jugend begann er 1923 sein Architekturstudium in Delft.

### Studium
Die Tuberkulose verzögerte den Beginn seines Studiums, aber kurz vor seinem 19. Geburtstag konnte er es 1923 beginnen. Vorher im zweiten Genesungsjahr arbeitete Hans im Architekturbüro des Vaters und des Bruders Jan, der kürzlich erst eingestiegen war. Er entwarf Möbel für seine Studentenwohnung und studierte autodidaktisch höhere Mathematik, weswegen er seinen Kommilitonen im Zeichnen, mathematischen Kenntnissen und technischer Erfahrung weit voraus war.
Hans stand, auch wegen seines Vorsprungs, der Architekturlehre in Delft von Anfang an kritisch gegenüber. Er sah, wie seine Kommilitonen Dinge zeichneten, die in der Praxis keine Verwendung mehr hatten, aber sie sahen nicht, wie sie gemacht wurden. Hans wollte Architektur genauso angehen, wie er vorher auch gedacht hatte, bekam dazu aber nie die Chance. Seiner Ansicht nach sind fundamentale Prinzipien die Basis, wodurch Wissen vermittelt wird. Über die Abwesenheit solcher Prinzipien in Form von Entwurfstheorie in Delft war er regelrecht schockiert. Er sagt: Im Falle von moderner Architektur ist das meiste, was als Theorie gilt, nur eine Manipulation von Entwurfskonzepten – hergeleitet von der Gebäudeerfahrung. Die in Delft gelehrten Theorien helfen nach van der Laans Ansicht nicht beim Entwerfen, sie erklären es nur. Der Akt des Entwerfens bleibt als kreatives Mysterium übrig, irgendwie übertragbar, aber nicht rational kommunizierbar. Jeder Entwerfer musste den Akt unnötigerweise neu erfinden.
Im zweiten Studienjahr bekam Hans Kontakt zu dem neu ernannten Professor Marinus Jan Granpré Molière (1883–1972). Hans sagt über ihn: Ich habe ihn immer als meinen Meister angesehen, derjenige, der den Weg der Architektur für mich geöffnet hat. Molière ist der Architekt der Gartenstadt Vreewijk bei Rotterdam und war Gründungsmitglied der Organisation Opbouw, die sich in den 1920er Jahren mit dem niederländischen Funktionalismus beschäftigte. Molières Status glich in etwa dem von Heinrich Tessenow in Deutschland, dem Architekten von Hellerau. Die Berufung Molières an die Hochschule Delft erfüllte Hans und viele andere mit Hoffnung. Seine Vorlesungen waren sehr beliebt.
Kurz nach seiner Ernennung zum Professor formierte sich um Molière ein Kreis von Architekturstudenten, der sich Bouwkundige Studie Kring (BSK) nannte und von Hans van der Laan und zwölf anderen Studenten gegründet wurde.
Mit dem Ziel, die wesentlichen Fundamente der Architektur herauszufinden, diskutierte der BSK zeitgenössische Veröffentlichungen von Le Corbusier, der De Stijl Gruppe und von Jacques Maritain. Weder die Lehre von Molière, noch die Diskussionen um diese Publikationen brachten ihn dem Ziel näher.
Am Ende von van der Laans drittem Studienjahr brach er das Studium 1926 ab, wohl auch weil dieses Ziel seiner Meinung nach nicht im Rahmen eines Architekturstudiums zu erreichen sei.
Der BSK verlor zwar van der Laans Ziel aus den Augen, machte aber mit guter Arbeit weiter und wurde als Delftse School bekannt.

### Noviziat
Im Jahr nach dem Abbruch des Studiums trat er als Novize in die Benediktinerabtei von St. Paul in Oosterhout ein. Einige haben die Entscheidung van der Laans, in ein Kloster zu gehen, mit seiner asketischen Architektur in Verbindung gebracht. Er selbst sagt zur Begründung: Alle möglichen Faktoren spielen bei einer solchen Entscheidung eine Rolle. Einer war sicherlich die unbefriedigende Art der Lehre in Delft, die nicht die Prinzipien des architektonischen Entwurfs durchdrang. Über andere vermutlich ausschlaggebendere Gründe sagt er nichts. Für jene, die ihn kannten, scheint es aber unwahrscheinlich, dass die Entscheidung ein asketischer Rückzug aus der materiellen Welt war. Laut seiner Kommilitonen war er selbstbewusst und intellektuell ausgereift. Er machte auch nicht den Eindruck übertriebener Frömmigkeit.
Für van der Laan war der Gang ins Kloster weder eine Zurückweisung an die Welt noch die Aufgabe seiner architektonischen Begabung. Es war eher, wie er sagt, eine Strategie, seine Suche nach den fundamentalen Prinzipien der Architektur durchzusetzen. Die Nähe zum katholischen Glauben hat diese Suche aber auch beeinflusst. So verband er beispielsweise den Entwurf der Abtei in Vaals mit den Prinzipien des heiligen Benedikt über Mäßigung.
Als Novize interessierte er sich zunächst für die Formgebung liturgischer Objekte und kirchlichen Mobiliars. 1929 legte er seine Mönchsgelübde ab und wurde 1933 zum Priester geweiht. Sein Proportionssystem, die „Plastische Zahl“, entwickelte er noch in seiner Novizenzeit. Es ist überliefert, dass sich Dom Hans van der Laan auf Anweisung des Abts nur eine halbe Stunde am Tag mit Architektur beschäftigen durfte.

### 1945–1980
Nach der Erbauung des ersten Gebäudes nach seiner Theorie (Gästetrakt der Benediktinerinnen in Oosterhout) wurde er eingeladen, seine Thesen in einer Serie von Vorträgen einer Gruppe von ehemaligen Studenten aus Delft und Granpré Molière nahezubringen. Es war die erste Möglichkeit seit seinem Eintritt ins Kloster zwölf Jahre zuvor, seine Meditationen über die Architektur mit anderen zu teilen. Daraus entwickelte sich die Bossche School, in die sich auch die van-der-Laan-Brüder Hans und Nico einbrachten. Sie wird als traditionalistische Strömung beschrieben, die stark auf zahlenmäßigen Verhältnissen und damit auf Hans‘ Theorie basiert. Der Kursus, in dem van der Laan referierte, beschäftigte sich vor allem mit Kirchenarchitektur. Die Bossche School wurde von 1946 bis 1973 von Nico van der Laan geführt. In der Zeit des Lehrens reifte Hans van der Laans Theorie jedoch weiter.
1955 unternahm er eine Studienreise nach Rom. Ende der 1960er Jahre wurde er durch fotografische Befunde über Stonehenge stark beeinflusst. Er besuchte auch die Ruinen von Ostia Antica.

### Die letzten Jahre
Die Suche nach den fundamentalen Prinzipien der Architektur hat van der Laan 1977 mit der Fertigstellung, Veröffentlichung und Übersetzung seines Werkes „De architectonische ruimte“ beendet. Nach der Operation eines Grauen Stars 1984, der ihn fast das Augenlicht gekostet hätte, veröffentlichte er 1985 „Het vormenspel der liturgie“. 1989 bekam er den Limburg-Preis für Architektur für die Abtei in Vaals verliehen und er schrieb „Die Instrumente der Ordnung“, eine letzte Synthese seiner Theorie.
Trotz einer schweren Krankheit im selben Jahr und körperlicher Schwäche blieb er bis zu seinem Tod am 19. August 1991 intellektuell aktiv.

## Werke

### Bauwerke
Dom Hans van der Laan entwarf vorwiegend Sakralbauten, auch in seiner Theorie beschäftigte er sich oftmals mit sakralen Typologien.
- Gästetrakt des Benediktinerinnen Klosters in Oosterhout, 1938
- Kapelle St. Josef in Helmond, 1948
- Abtei St. Benediktusberg in Vaals, 1956–1968
- Abtei Roosenberg in Waasmunster (Belgien), 1972–1974
- Haus Jos Naalden in Best, 1972–1982
- Bethlehem-Kirche in Breda, 1977–1979
- Zwei Benediktiner-Klöster in Tomelilla (Schweden), 1986–1991

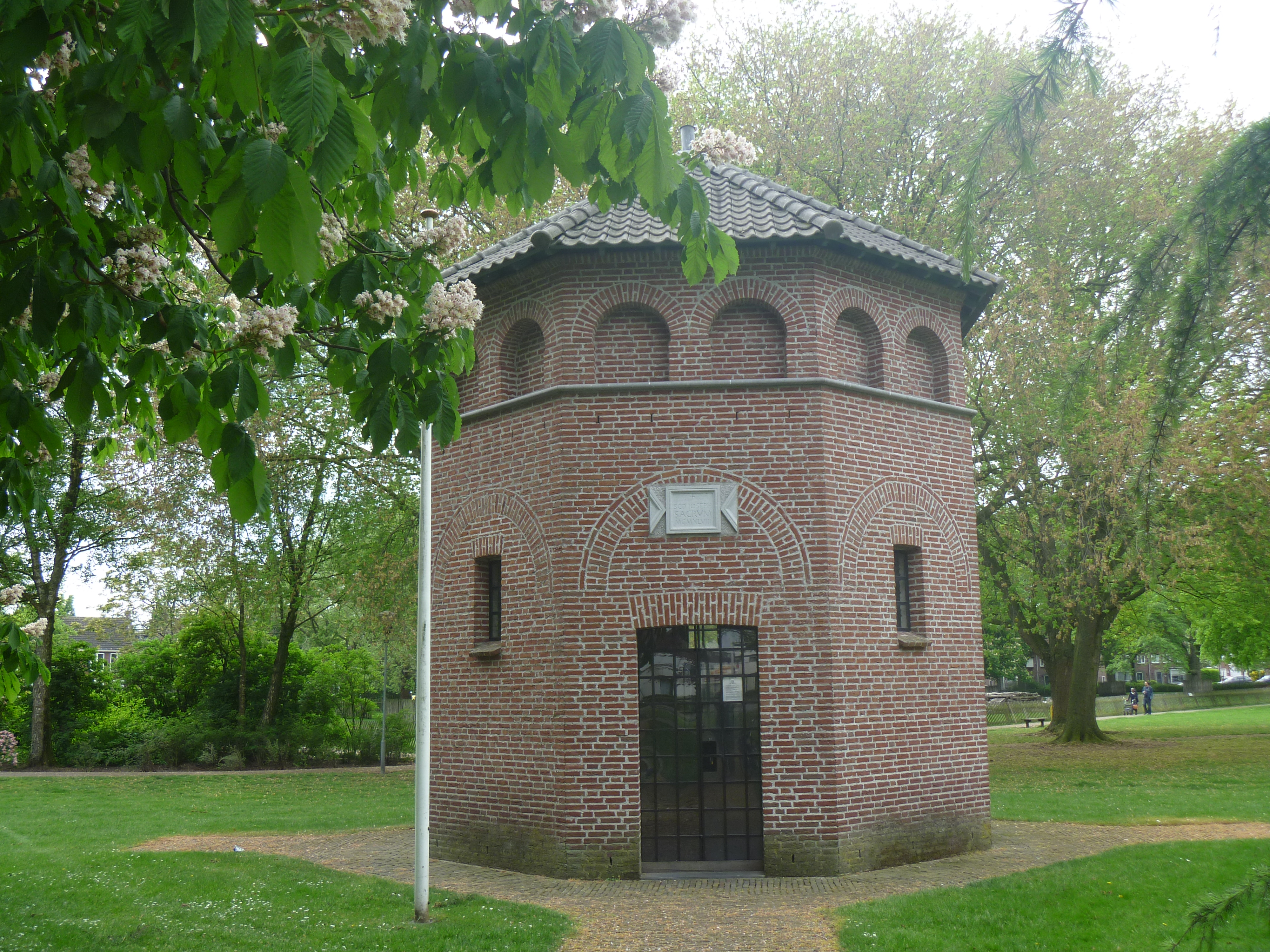
St. Jozef Gedachtniskapel, Helmond (1948)
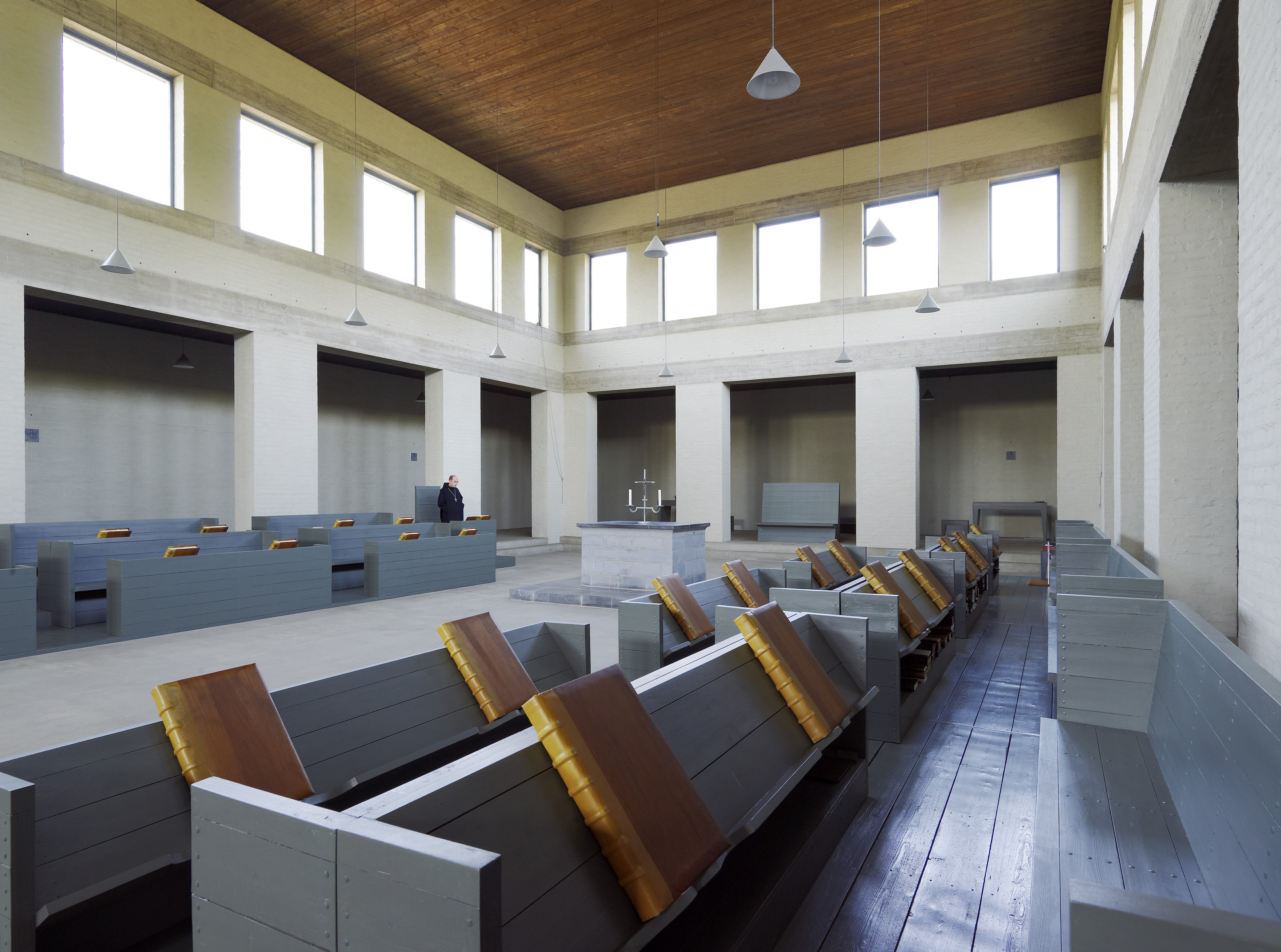
Abtei St. Benedictusberg, Mamelis (1967)
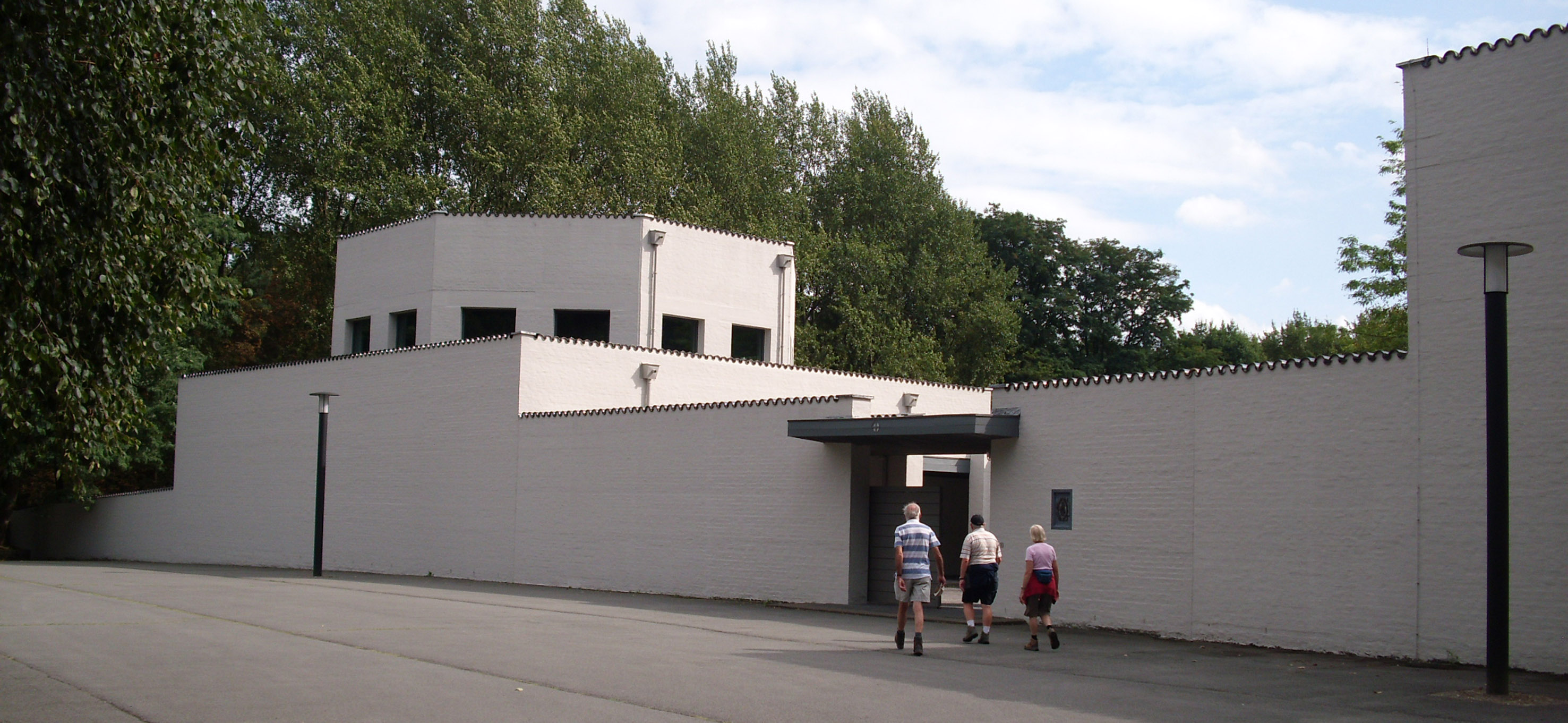
Abtei St. Roosenberg, Waasmunster (1975)

Für seine Bauwerke entwarf er auch immer das Mobiliar.
Des Weiteren entwickelte er eine Schrift und entwarf klösterliche Roben.

### Theorie
Die Theorie van der Laans beschreibt fundamentale Prinzipien der Architektur. Dazu verwendet van der Laan ein selbst entwickeltes Maßsystem, die Plastische Zahl.
Er hat zu seiner Theorie mehrere Bücher geschrieben, das Hauptwerk ist Der architektonische Raum.